# Liste der Biografien/Hom
Liste der Biografien |
Portal Biografien |
Personensuche
# |
A |
B |
C |
D |
E |
F |
G |
H |
I |
J |
K |
L |
M |
N |
O |
P |
Q |
R |
S |
T |
U |
V |
W |
X |
Y |
Z |
?
 
Ha |
Hd |
He |
Hi |
Hj |
Hk |
Hl |
Hm |
Hn |
Ho |
Hr |
Hs |
Ht |
Hu |
Hv |
Hw |
Hy
 
Hoa |
Hob |
Hoc |
Hod |
Hoe |
Hof |
Hog–Hok |
Hol |
Hom |
Hon |
Hoo |
Hop |
Hoq |
Hor |
Hos |
Hot |
Hou |
Hov |
How |
Hox |
Hoy |
Hoz
Die Liste der Biografien führt alle Personen auf, die in der deutschsprachigen Wikipedia einen Artikel haben. Dieses ist eine Teilliste mit 290 Einträgen von Personen, deren Namen mit den Buchstaben „Hom“ beginnt.

## Hom
- Hom, Georg (1838–1911), deutscher Bildnismaler
- Hom, Ken (* 1949), US-amerikanischer Koch, Autor und TV-Koch

### Homa
- Homam, Reza (1960–2006), deutscher Visagist
- Homam, Soraya (1961–2011), deutsche Pokerspielerin
- Homan, Alois (1808–1891), österreichischer Verwaltungsjurist und Politiker, Landtagsabgeordneter
- Hóman, Bálint (1885–1951), ungarischer Historiker und Politiker
- Homan, Jared (* 1983), US-amerikanischer Basketballspieler
- Homan, Korie (* 1986), niederländische Rollstuhltennisspielerin
- Homan, Rachel (* 1989), kanadische Curlerin
- Homan, Tom (* 1961), US-amerikanischer Polizist, Einwanderungsbeamter und PolitikerTom Homan (* 1961)

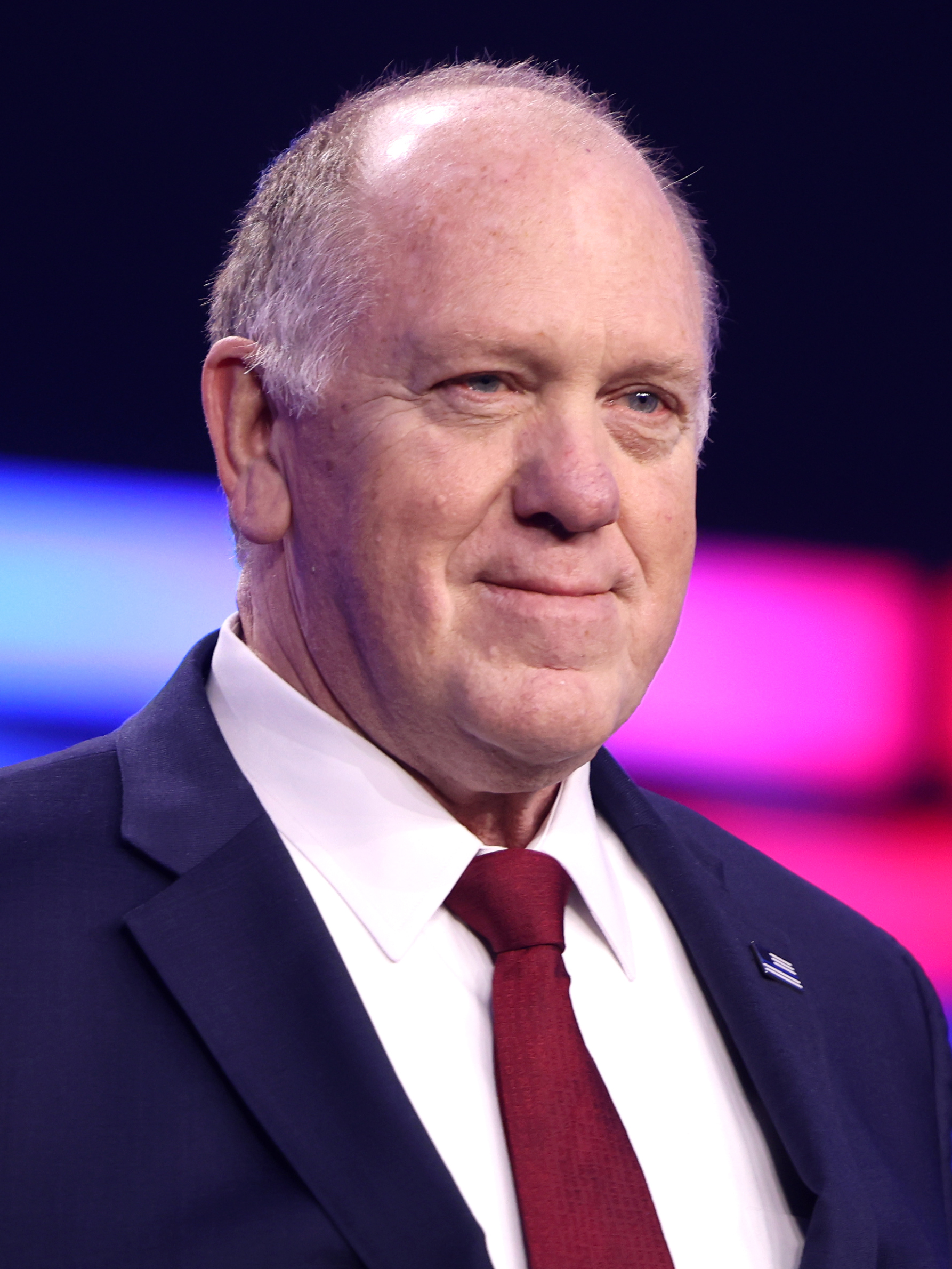
Tom Homan (* 1961)

- Homann, Arne (* 1979), deutscher Archäologe, Historiker und Museumsleiter
- Homann, Bernd (* 1964), deutscher Pianist und Komponist
- Homann, Doris (1898–1974), deutsche Malerin, Grafikerin, Illustratorin und Keramikerin
- Homann, Emil (1862–1945), österreichischer Beamter und Minister
- Homann, Friedrich (1891–1937), deutscher Politiker (NSDAP), MdR
- Homann, Fritz (1848–1914), deutscher Unternehmer in der Lebensmittelindustrie
- Homann, Georg Gotthilf Jacob (1774–1851), deutscher Pastor, Botaniker und Volkskundler
- Homann, Gunnar (* 1964), deutscher Journalist, Satiriker und Schriftsteller
- Homann, Heinrich (1911–1994), deutscher NDPD-Funktionär, MdVHeinrich Homann (1911–1994)

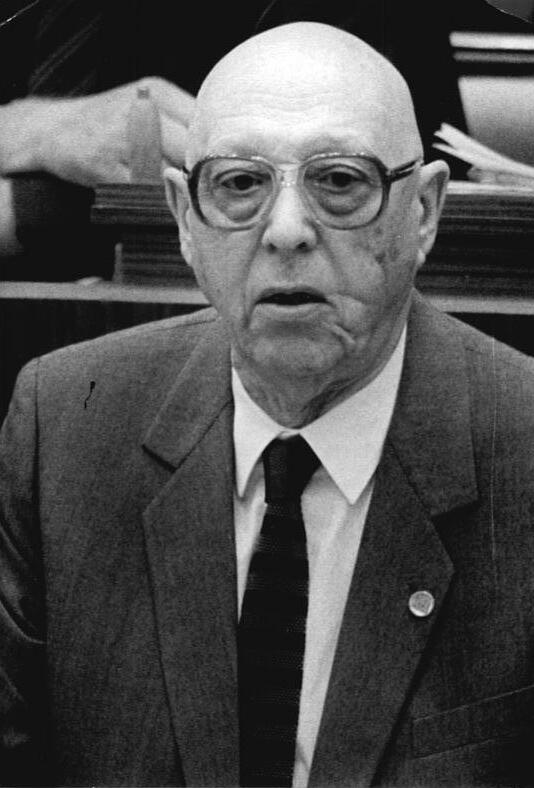
Heinrich Homann (1911–1994)

- Homann, Heinz-Theo (* 1950), deutscher Schriftsteller und politischer Publizist
- Homann, Henning (* 1979), deutscher Politiker (SPD), MdL
- Homann, Hermann (1899–1985), deutscher Schriftsteller, Rundfunkredakteur und Volksschullehrer
- Homann, Horst (1934–2002), deutscher Politiker (CDU), MdL
- Hómann, Huba (* 2006), ungarischer Fußballspieler
- Homann, Hugo (1889–1978), deutscher Unternehmer in der Lebensmittelindustrie
- Homann, Jochen (* 1953), deutscher politischer Beamter, ehemaliger Präsident der Bundesnetzagentur
- Homann, Johann Baptist (1664–1724), deutscher Kartograph, Verleger und Kupferstecher
- Homann, Jörg (* 1940), deutscher lutherischer Theologe, Oberlandeskirchenrat
- Homann, Karl (* 1943), deutscher Philosoph, Professor für Philosophie und Ökonomik
- Homann, Klaus (1937–2004), deutscher Kommunalpolitiker (SPD), Landrat, Bürgermeister
- Homann, Klaus (* 1950), deutscher Manager
- Homann, Ludwig (* 1942), deutscher Schriftsteller
- Homann, Peter (1936–2023), deutscher Journalist, Produzent und Autor
- Homann, Peter (* 1959), deutscher Fotograf
- Homann, Ralf (* 1962), deutscher Künstler und Bildhauer
- Homann, Richard (1900–1963), deutscher Gartenarchitekt
- Homann, Rudolf (1894–1973), evangelischer Pfarrer
- Homann, Sebastian, deutscher Pokerspieler
- Homann, Susanne (1866–1923), deutsche Fotografin und Verlegerin
- Homann, Theodor (1948–2010), deutscher Fußballspieler
- Homann, Walter (1906–1945), deutscher Widerstandskämpfer gegen die Nazidiktatur
- Homann, Wolf Danny (* 1990), deutscher Schauspieler
- Homann-Wedeking, Ernst (1908–2002), deutscher Klassischer Archäologe
- Homans, George C. (1910–1989), US-amerikanischer Soziologe
- Homans, Helen (1877–1949), US-amerikanische Tennisspielerin
- Homans, John (1877–1954), US-amerikanischer Chirurg
- Homans, Liesbeth (* 1973), belgische Politikerin der Nieuw-Vlaamse Alliantie (N-VA)
- Homar, Catalina (1868–1905), Geliebte des österreichischen Erzherzogs
- Homar, Gaspar (1870–1953), katalanischer Kunsttischler und Raumausstatter
- Homayoon, Saba (* 1977), kanadische Schauspielerin iranischer Abstammung

### Homb
- Hombach, Alfonso Höfer (1911–1989), deutscher Missionar und Geistlicher
- Hombach, Augustinus (1879–1933), deutscher Lazarist, Erzbischof und Märtyrer
- Hombach, Bernhard (* 1933), römisch-katholischer Bischof von Granada in Nicaragua
- Hombach, Bodo (* 1952), deutscher Politiker (SPD), MdLBodo Hombach (* 1952)

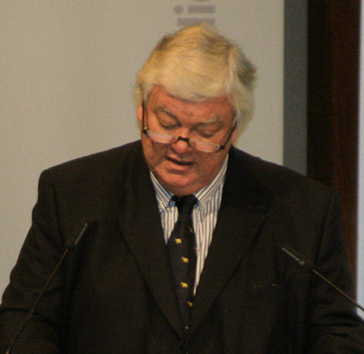
Bodo Hombach (* 1952)

- Hombach, Kurt (1943–2011), deutscher Boxer
- Hombach, Paul (* 1964), deutscher Pianist, Komponist, Schauspieler, Improvisationstrainer, Astronomie-Referent
- Hombach, Randolph (* 1943), deutscher Boxer
- Hombaum, Steffen (1969–2018), deutscher Bankkaufmann und erster Mister Germany
- Hömberg, Albert K. (1905–1963), deutscher Historiker
- Homberg, Bodo (1926–2018), deutscher Schriftsteller
- Hömberg, Hans (1903–1982), deutscher Schriftsteller, Dramatiker, Film- und Hörspielautor
- Hömberg, Heinrich (1893–1961), deutscher Politiker (WP), MdR und Geschäftsmann
- Homberg, Heinrich (1893–1967), deutscher Politiker (SPD), MdL
- Homberg, Hellmut (1909–1990), deutscher Bauingenieur
- Homberg, Herz Naftali (1749–1841), jüdischer Pädagoge und Religionswissenschaftler
- Hömberg, Johannes (1931–2021), deutscher Musiker, Dirigent und Chorleiter
- Homberg, Konrad (1925–1975), deutscher Maler
- Homberg, Manfred (1933–2010), deutscher Boxer
- Hömberg, Martin (1949–2017), deutscher Komponist und Fachbuchautor
- Homberg, Maximilian (* 2003), deutscher Tennisspieler
- Homberg, Mechthild (1937–2025), deutsche Malerin und Grafikerin
- Hömberg, Philipp R. (1939–2001), deutscher Prähistoriker und Denkmalpfleger
- Homberg, Tinette (1797–1877), deutsche Lehrerin und Schriftstellerin
- Hömberg, Volker (* 1954), deutscher Neurologe
- Hömberg, Walter (* 1944), deutscher Kommunikationswissenschaftler
- Homberg, Wilhelm (1652–1715), deutscher Naturforscher
- Homberg, Wolfgang (* 1969), deutscher Fußballspieler und -trainer
- Homberger, Alain (* 1956), Schweizer Unternehmer und Politiker (FDP)
- Homberger, Alex (1912–2007), Schweizer Ruderer
- Homberger, Christoph (* 1962), Schweizer Sänger und Darsteller
- Homberger, Dietrich (1940–2017), deutscher Germanist, Linguist und Hochschullehrer
- Homberger, Dominique G. (* 1948), US-amerikanische Zoologin und Ornithologin
- Homberger, Ernst Jakob (1869–1955), Schweizer Unternehmer
- Homberger, Hans (1908–1986), Schweizer Ruderer und Uhrenfabrikant
- Homberger, Heinrich (1806–1851), Schweizer Politiker
- Homberger, Jeremias (1529–1595), deutscher lutherischer Theologe
- Homberger, Lovis (* 2004), deutscher Volleyballspieler
- Homberger, Luca (* 1991), Schweizer Eishockeyspieler
- Homberger, Ludwig (1882–1954), deutscher Jurist
- Homberger, Ruedi (1940–2020), Schweizer Fotograf, Filmemacher, Extrembergsteiger, Bergführer und Gebirgspilot
- Hombergk zu Vach, Aemilius Ludwig (1720–1783), deutscher Rechtswissenschaftler und Hochschullehrer
- Hombergk zu Vach, Friedrich Christian Gustav von (1791–1858), deutscher Jurist, Hofgerichtspräsident im Großherzogtum Hessen
- Hombergk zu Vach, Friedrich von (1857–1935), Innenminister im Großherzogtum Hessen
- Hombergk zu Vach, Gustav von (1823–1884), Oberstleutnant im Großherzoglich Hessischen Gendarmeriekorps
- Hombergk zu Vach, Johann Friedrich (1673–1748), deutscher Rechtswissenschaftler und Hochschullehrer
- Hombergk zu Vach, Marie von (1828–1901), deutsche Frauenrechtlerin
- Hombergk zu Vach, Wilhelm Friedrich (1713–1784), deutscher Rechtswissenschaftler und Kanzler von Hessen-Hanau
- Homborg, Andreas (1656–1714), deutscher Rechtswissenschaftler
- Hombörg, Frans (1898–1943), niederländischer Fußballspieler
- Hombracht, Willem von (* 1960), amerikanischer Jazzmusiker (Bass)
- Hombrados, José Javier (* 1972), spanischer Handballspieler
- Hombre SUK (* 1981), deutscher Graffiti- und Streetart-Künstler
- Hombron, Jacques Bernard (1798–1852), französischer Arzt, Naturalist und Polarforscher
- Homburg, Axel (1936–2018), deutscher Industriemanager
- Homburg, Christian (* 1962), deutscher Wirtschaftswissenschaftler und Professor für Marketing
- Homburg, Erich (1886–1954), deutscher Offizier, zuletzt Generalleutnant
- Homburg, Ernst Christoph (* 1607), lyrischer Poet, evangelischer Kirchenlieddichter und Übersetzer der Barockzeit
- Homburg, Heinrich von († 1306), Abt von Corvey
- Homburg, Hermann (1874–1964), australischer Rechtsanwalt, Politiker und Minister
- Homburg, Rainer Johannes (* 1966), deutscher Organist, Kirchenmusikdirektor und Dirigent
- Homburg, Robert (1848–1912), australischer Rechtsanwalt und Richter, Minister
- Homburg, Stefan (* 1961), deutscher FinanzwissenschaftlerStefan Homburg (* 1961)

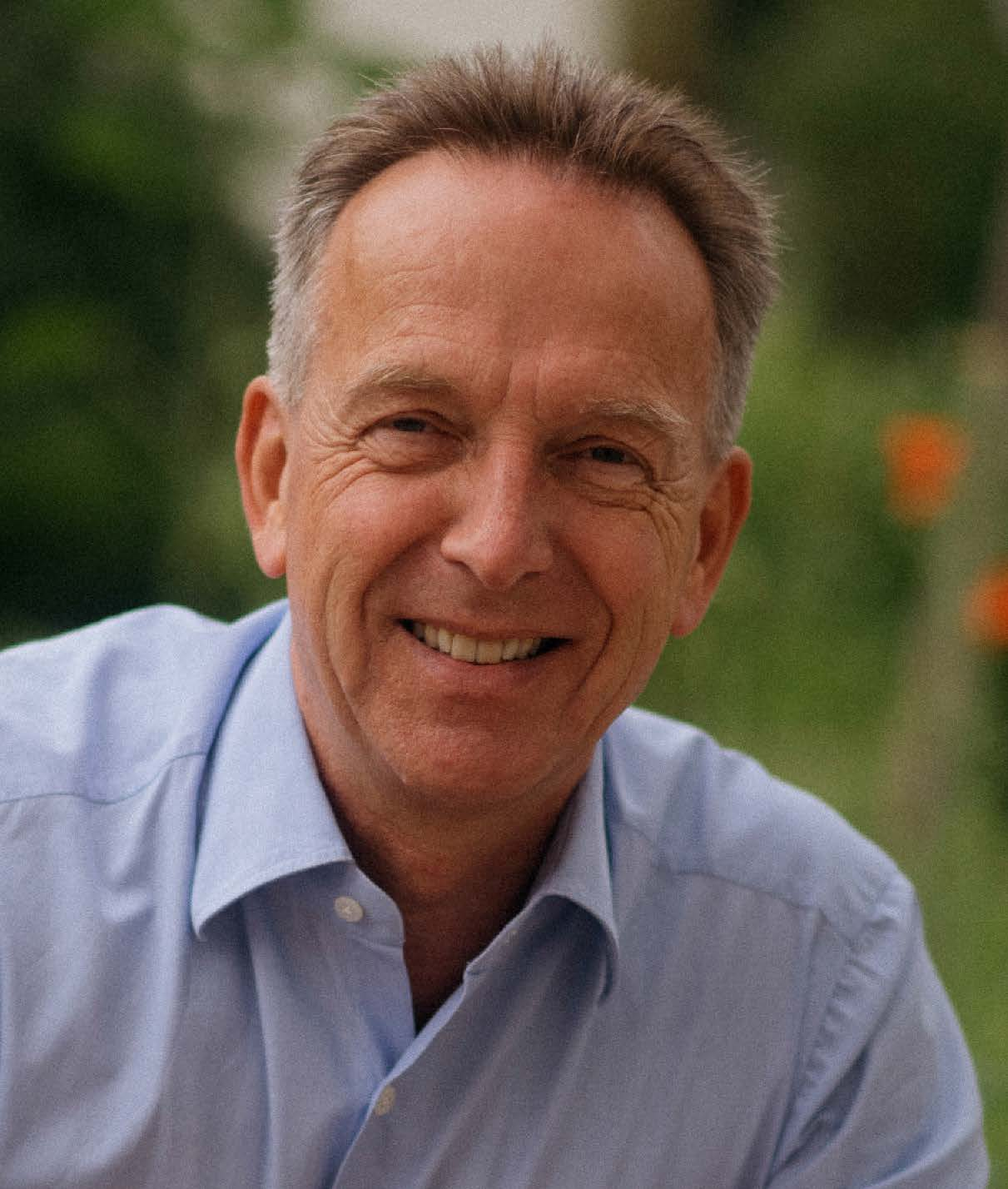
Stefan Homburg (* 1961)

- Homburg, Ulrich (* 1955), deutscher Bauingenieur und manager
- Homburg, Valeska (* 1976), deutsche Journalistin und Moderatorin
- Homburg, Wolf von († 1566), Adliger und Ritter aus dem Geschlecht der Homburger im Hegau und mit Sitz auf der Stammburg Homburg
- Homburger, Adolf (1905–1978), austro-amerikanischer Rechtswissenschaftler
- Homburger, Birgit (* 1965), deutsche Politikerin (FDP), MdB
- Homburger, Emil (1922–2009), deutscher Fußballspieler
- Homburger, Froben (* 1966), deutscher Journalist
- Homburger, Henry (1902–1950), US-amerikanischer Bobfahrer
- Homburger, Maya (* 1953), Schweizer Geigerin und Musikproduzentin
- Homburger, Otto (1885–1964), deutsch-schweizerischer Kunsthistoriker (Kunst des Mittelalters)

### Home
- Home Robertson, John (* 1948), schottischer Politiker (Labour Party), Mitglied des House of Commons
- Home, Daniel Dunglas (1833–1886), britisches Medium
- Home, Everard (1756–1832), britischer Anatom und Chirurg, Erstbeschreiber des Ichthyosaurier
- Home, Francis (1719–1813), schottischer Chemiker und Mediziner
- Home, Stewart (* 1962), britischer Schriftsteller, Untergrund-Künstler und Musiker
- Homedes, Juan de (1477–1553), Großmeister des Malteserordens
- Homeghi, Olga (* 1958), rumänische Ruderin
- Homei, Sergiu (* 1987), rumänischer Fußballspieler
- Homeier, Bill (1918–2001), US-amerikanischer Rennfahrer
- Homeier, Heinz († 2023), österreichischer Basketballspieler
- Homeier, Jörg (1942–2019), deutscher Architekt
- Homeier, Merle (* 1999), deutsche LeichtathletinMerle Homeier (* 1999)

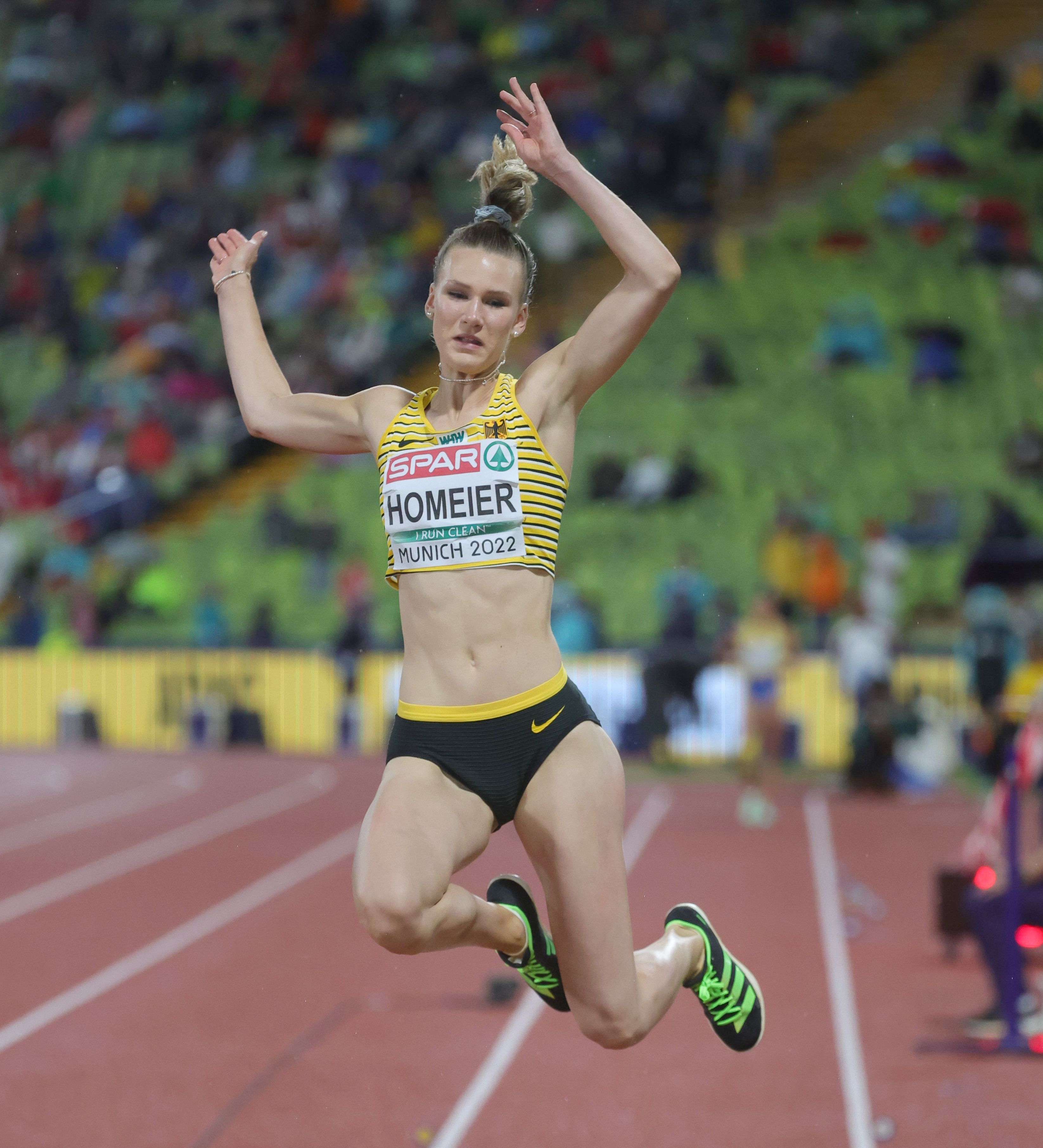
Merle Homeier (* 1999)

- Homeier, Skip (1930–2017), US-amerikanischer Schauspieler
- Homeier, Willi (1922–1987), deutscher Politiker (GB/BHE, FDP), MdL
- Homeister, Bartold († 1565), Bürgermeister von Hannover
- Homeister, Bernhard († 1614), Bürgermeister von Hannover
- Homeister, Heinrich (1893–1925), deutscher Fußballspieler
- Homem-Christo, Guy-Manuel de (* 1974), französischer Musiker
- Homeming, Gregory (* 1957), australischer Geistlicher, römisch-katholischer Bischof von Lismore
- Homén, Carl-Olaf (* 1936), finnischer Politiker und Sportfunktionär
- Homen, Slobodan (* 1972), serbischer Politiker
- Homenjuk, Mykyta (* 2004), ukrainischer Billardspieler
- Homer, griechischer DichterHomer

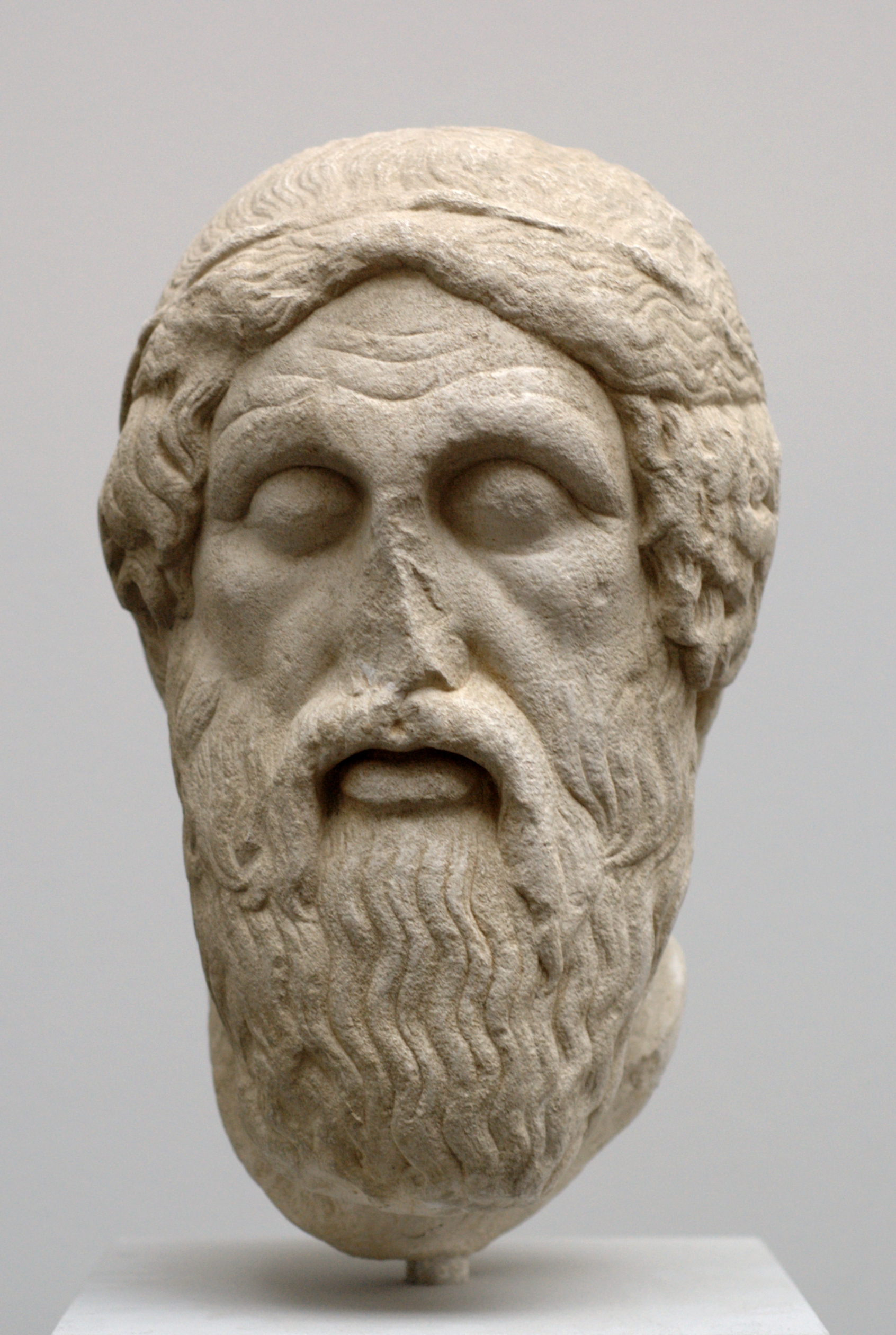
Homer

- Homer, Daryl (* 1990), US-amerikanischer Säbelfechter
- Homér, Ján (* 1980), slowakischer Eishockeyspieler
- Homer, Louise (1871–1947), schwedisch-US-amerikanische Opernsängerin (hochdramatischer Sopran und Mezzosopran)
- Homer, William Innes (1929–2012), US-amerikanischer Kunsthistoriker
- Homer, Winslow (1836–1910), US-amerikanischer Zeichner und Maler
- Homeros aus Byzantion, griechischer Grammatiker und Dichter
- Homes, A. M. (* 1961), US-amerikanische Schriftstellerin
- Homes, Alexander Markus (* 1959), deutscher Buchautor
- Homesick James (1910–2006), US-amerikanischer Blues-Musiker
- Homewood, Thomas (1881–1945), britischer Tauzieher
- Homeyer, Alexander von (1834–1903), deutscher Ornithologe
- Homeyer, Alfred (1888–1962), deutscher Politiker (FDP)
- Homeyer, August Wilhelm (1793–1856), deutscher Kaufmann, Schiffsreeder und Geheimer Kommerzienrat
- Homeyer, Carl Gustav (1795–1874), deutscher Jurist, Rechtshistoriker und Germanist
- Homeyer, Dierk (* 1955), deutscher Politiker (CDU), MdL
- Homeyer, Eugen Ferdinand von (1809–1889), deutscher Ornithologe
- Homeyer, Friedel (1931–2008), deutscher Heimatforscher
- Homeyer, Friedrich von (1824–1898), pommerscher Gutsbesitzer, Landwirt und Tierzüchter
- Homeyer, Fritz (1880–1973), deutscher Germanist und Antiquar
- Homeyer, Helene (1898–1996), deutsche Altphilologin, Sprachwissenschaftlerin und Mittellateinerin
- Homeyer, Johann Friedrich (1753–1818), deutscher Kaufmann, Schiffsreeder und königlich-schwedischer Kommerzienrat
- Homeyer, Johann Joseph Adam (1786–1866), deutscher Kirchenmusiker und Organist
- Homeyer, Josef (1929–2010), deutscher Bischof von HildesheimJosef Homeyer (1929–2010)

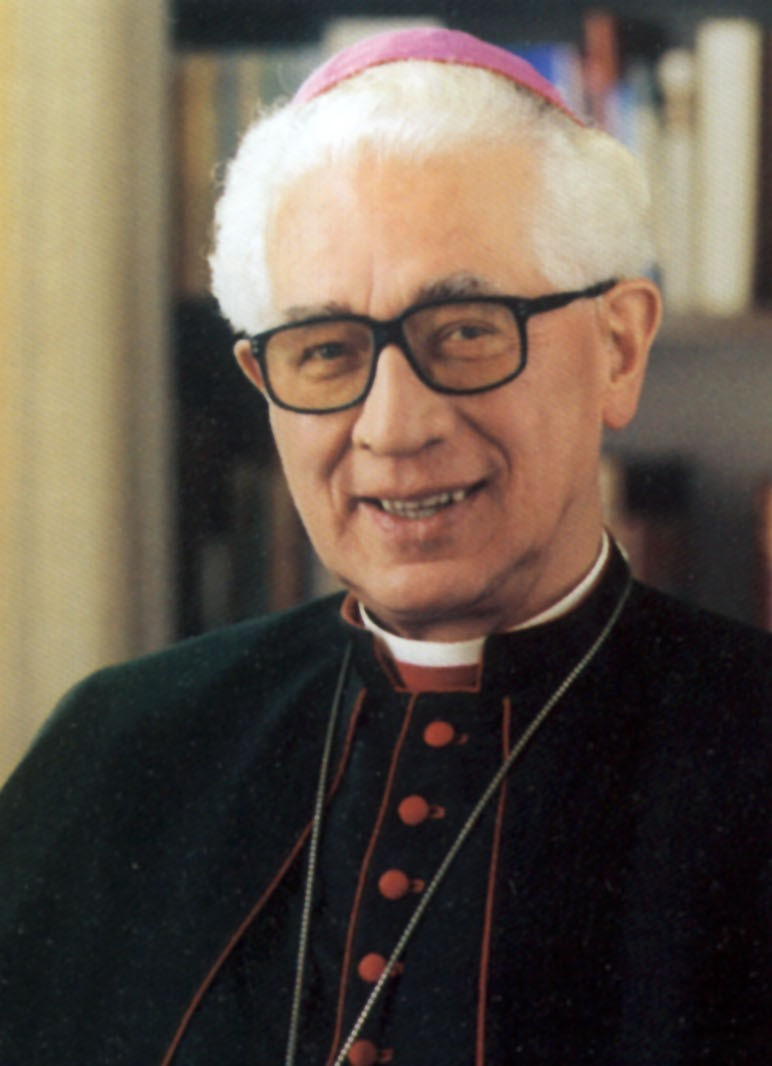
Josef Homeyer (1929–2010)

- Homeyer, Joseph Maria (1814–1894), deutscher Organist
- Homeyer, Katja (* 1969), deutsche Turnerin
- Homeyer, Kira (* 1998), deutsche Rhönrad-Athletin
- Homeyer, Lothar (1883–1969), deutscher Maler, Grafiker und Illustrator
- Homeyer, Margret (1927–2018), deutsche Schauspielerin
- Homeyer, Otto von (1853–1924), preußischer Generalleutnant
- Homeyer, Paul (1853–1908), deutscher Organist
- Homeyra (* 1945), iranische Sängerin

### Homf
- Homfeld, Claus (1933–2019), deutscher Bildhauer und Medailleur
- Homfeld, Conrad (* 1951), US-amerikanischer Springreiter
- Homfeld, Sebastian Anton (1688–1761), deutscher Jurist, preußischer Direktorialrat und preußischer Kanzler Ostfrieslands (1744–1749)
- Homfeld, Ursula (* 1935), deutsche Künstlerin und Bildhauerin

### Homi
- Homicide (* 1977), US-amerikanischer Wrestler
- Hömig, Dieter (1938–2016), deutscher Jurist und Richter des Bundesverfassungsgerichts
- Hömig, Herbert (1941–2020), deutscher Historiker
- Homilius, Friedrich Christian († 1902), russlanddeutscher Hornist und Professor
- Homilius, Gottfried August (1714–1785), deutscher Komponist, Kantor und Organist
- Homilius, Louis (1845–1908), russlanddeutscher Organist, Cellist und Dirigent

### Homk
- Hömke, Nicola (* 1970), deutsche Klassische Philologin

### Homl
- Homler, Anna (* 1948), amerikanische Vokalistin und Performancekünstlerin

### Homm
- Homm, Egon (* 1947), deutscher Basketballnationalspieler
- Homm, Florian (* 1959), deutscher Börsenspekulant und Hedgefondsmanager
- Homma, Chieko, japanische Fußballspielerin
- Homma, Hans (1874–1943), österreichischer Schauspieler und Filmregisseur
- Homma, Isao (* 1981), japanischer Mittelfeldspieler
- Homma, Josef Karl (1891–1966), österreichischer Autor historischer Schriften
- Homma, Kōichi (* 1985), japanischer Eishockeyspieler
- Homma, Kōji (* 1977), japanischer Fußballspieler
- Homma, Masaharu (1887–1946), japanischer FührungsoffizierHomma Masaharu (1887–1946)

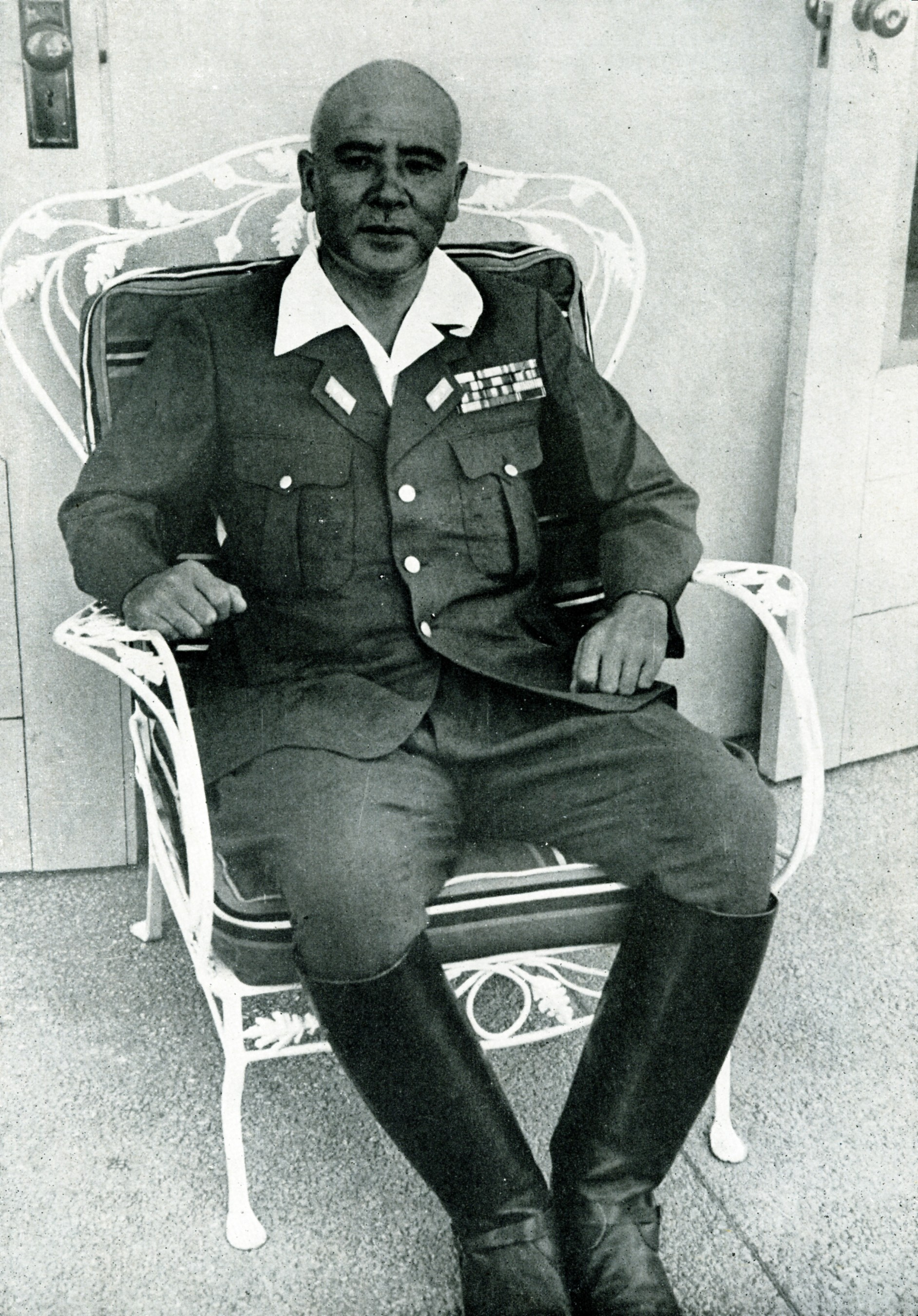
Homma Masaharu (1887–1946)

- Homma, Munehisa (1724–1803), japanischer Reishändler
- Homma, Shion (* 2000), japanischer Fußballspieler
- Hommachi, Naoki (* 1968), japanischer Fußballspieler
- Hommadow, Amanmyrat (* 1989), turkmenischer Hammerwerfer
- Homme, Christine (* 1990), norwegische Handballspielerin
- Homme, Josh (* 1973), US-amerikanischer Rockmusiker und MusikproduzentJosh Homme (* 1973)

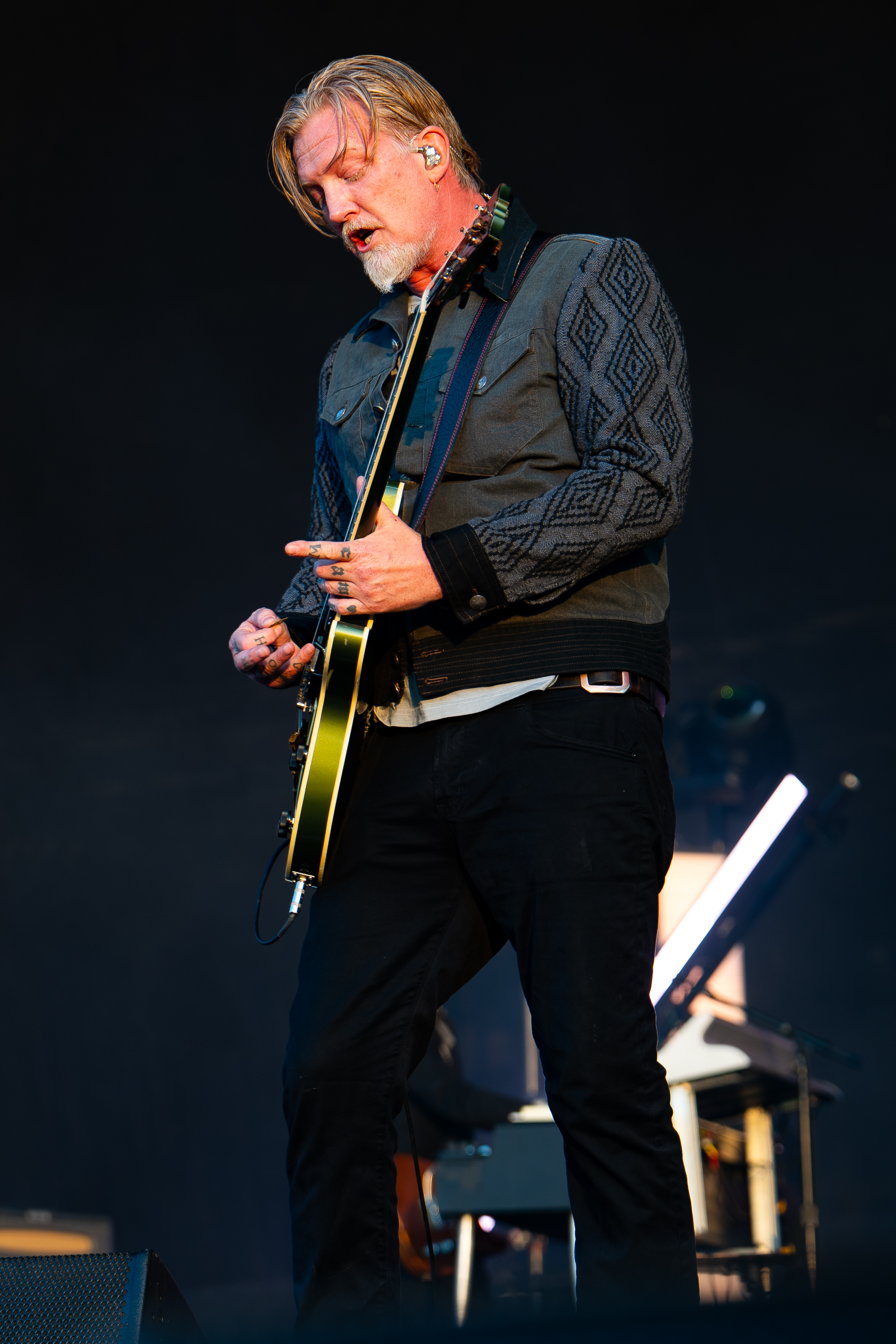
Josh Homme (* 1973)

- Hommel, Carlo (1953–2006), luxemburgischer Organist
- Hommel, Christian (* 1981), deutscher Eishockeyspieler, -trainer und -funktionär
- Hommel, Christian Gottlieb (1737–1802), deutscher Rechtswissenschaftler
- Hommel, Conrad (1883–1971), deutscher Maler
- Hommel, Dietmar (* 1936), deutscher Maler und Zeichner
- Hommel, Ferdinand August (1697–1765), deutscher Rechtswissenschaftler
- Hommel, Friedrich Ferdinand (1929–2011), deutscher Musikwissenschaftler
- Hommel, Fritz (1854–1936), deutscher Orientalist
- Hommel, Germaine (1893–1982), Schweizer Kinderheimleiterin
- Hommel, Günter (1925–2009), deutscher Polizeibeamter
- Hommel, Helmar (* 1947), deutscher Sportwissenschaftler
- Hommel, Hildebrecht (1899–1996), deutscher Klassischer Philologe
- Hommel, Jasmin (* 1988), deutsche Fußballspielerin
- Hommel, Johann Andreas (1677–1751), deutscher Maler des Barocks
- Hommel, Johannes (* 1518), deutscher Theologe, Mathematiker und Astronom
- Hommel, Karl Ferdinand (1722–1781), deutscher Jurist, Professor an der Universität Leipzig und Übersetzer
- Hommel, Klaus-Dieter (* 1957), deutscher Gewerkschaftsfunktionär
- Hommel, Max (1902–1972), Präsident der Eidgenössischen Bankenkommission
- Hommel, Michael (* 1960), deutscher Betriebswirt und Hochschullehrer
- Hommel, Peter (1925–2012), deutscher Klassischer Archäologe
- Hommel, Samuel Loew (1839–1912), deutscher Religions- und Elementarlehrer jüdischen Glaubens
- Hommelhoff, Peter (* 1942), deutscher Rechtswissenschaftler, Rektor der Universität Heidelberg (2001–2007)
- Hommelhoff, Peter (* 1974), deutscher Physiker
- Hommels, Klaus (* 1967), deutscher Risikokapitalgeber
- Hommelsheim, Andreas (* 1953), deutscher Keyboarder, Musikproduzent und Komponist
- Hommelsheim, Ruth (* 1965), deutsche Künstlerin
- Hommema, Roelof (1904–1956), niederländischer Ruderer
- Hommen, Jan (* 1943), niederländischer Manager
- Hommer, Joseph von (1760–1836), Bischof von Trier
- Hommer, Sascha (* 1979), deutscher Comiczeichner
- Hommert, Johann Jacob (1756–1825), Königlich Großbritannischer und Kurfürstlich Hannoverscher, später Königlich Hannoverscher Hof- und Kammermusiker, Violinist und Organist
- Hommes, Jakob (1898–1966), deutscher katholischer Philosoph, Schriftsteller, Hochschullehrer und Hochschulrektor
- Hommes, Nienke (* 1977), niederländische Ruderin
- Hommes, Ulrich (* 1932), deutscher Philosoph
- Homminga, Jolanda (* 1959), niederländische Langstreckenläuferin
- Hommius, Festus (1576–1642), reformierter Theologe
- Hommola, Ute (* 1952), deutsche Leichtathletin und Olympiamedaillengewinnerin
- Hommrich, Klaus (* 1950), deutscher Fußballspieler
- Hommura, Takeaki (* 1997), japanischer Fußballspieler
- Hommyō, Toshiki (* 1970), japanischer Fußballspieler

### Homo
- Homobonus von Cremona († 1197), Heiliger
- Homoet, Franz (1896–1971), deutscher Landschafts-, Marine-, Genre- und Figurenmaler sowie Kunsterzieher
- Homoki, Andreas (* 1960), deutscher Regisseur und Opernintendant
- Homola, Bedřich (1887–1943), tschechoslowakischer General und Widerstandskämpfer
- Homola, Bernard (1894–1975), deutscher Filmkomponist
- Homola, Jiří (* 1980), tschechischer Fußballspieler
- Homolatsch, Josef (1812–1888), österreichischer Beamter, Fotograf und Fabrikant
- Homole, Karl (1941–2022), österreichischer Politiker (ÖVP)
- Homoljaka, Wadym (1914–1980), ukrainischer Komponist, Musikpädagoge und Schauspieler
- Homolka, Adam (* 1979), tschechischer Straßenradrennfahrer
- Homolka, Oskar (1898–1978), österreichisch-amerikanischer Schauspieler
- Homolka, Walter (* 1964), deutscher Rabbiner und HochschullehrerWalter Homolka (* 1964)

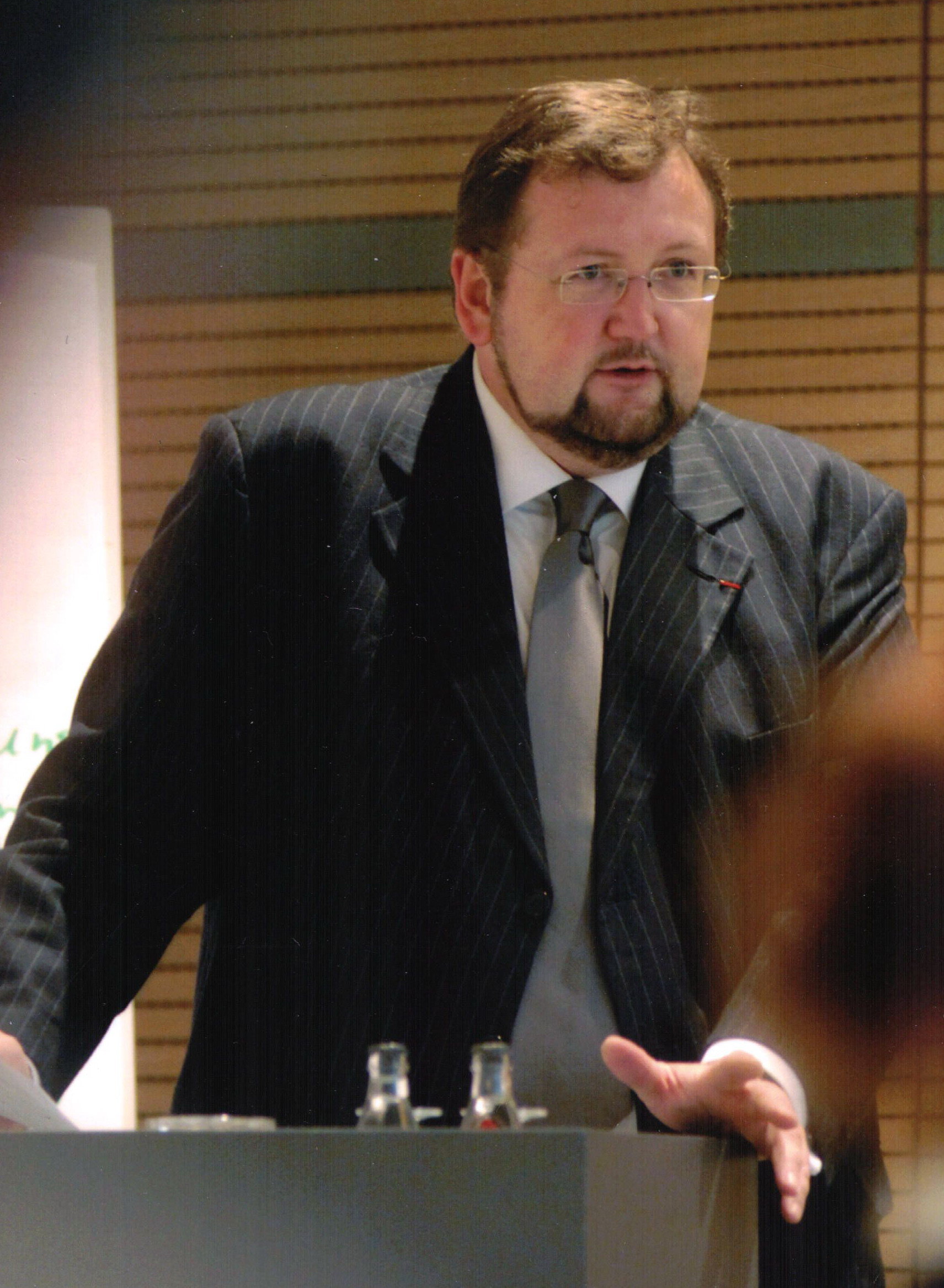
Walter Homolka (* 1964)

- Homölle, Susanne (* 1967), deutsche Wirtschaftswissenschaftlerin
- Homolle, Théophile (1848–1925), französischer Klassischer Archäologe
- Homonnai, Márton (1906–1969), ungarischer Wasserballspieler
- Homoștean, George (1923–2016), rumänischer Politiker (PCR)

### Homp
- Homp, Tobias (* 1963), deutscher Fußballspieler
- Hompesch zu Bolheim, Ferdinand von (1744–1805), 71. und bisher einziger deutscher Großmeister des MalteserordensFerdinand von Hompesch zu Bolheim (1744–1805)

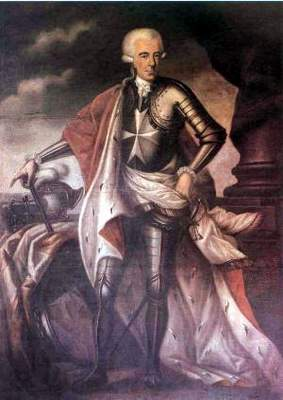
Ferdinand von Hompesch zu Bolheim (1744–1805)

- Hompesch zu Bolheim, Johann Wilhelm von (1761–1809), deutscher Finanzminister
- Hompesch zu Bollheim, Franz Karl Joseph Anton von (1735–1800), bayerischer Finanzminister
- Hompesch, Adam Adrian Ludwig von (1678–1733), preußisch-holländischer General
- Hompesch, Alfred von (1826–1909), deutscher Großgrundbesitzer und Politiker (Freikonservative, Zentrum), MdR
- Hompesch, Johann Ludwig von (1759–1833), deutscher Rittergutsbesitzer und Politiker
- Hompesch, Karl Arnold von (1736–1803), Domherr verschiedener Domstifte, Propst und Montanunternehmer
- Hompesch, Nikolaus Joseph (1830–1902), deutscher Klavierpädagoge
- Hompesch, Reinhardt Vincent von (1660–1733), holländischer General und Gouverneur von Luxemburg
- Hompesch, Theophil von (1800–1853), belgischer Unternehmer
- Hompesch-Bollheim, Ferdinand von (1824–1913), deutscher Politiker, bayerischer Diplomat, MdR (Zentrum)
- Hompesch-Bollheim, Ferdinand von (1843–1897), österreichischer Parlamentarier und Großgrundbesitzer
- Hompesch-Bollheim, Wilhelm Hugo von (1800–1861), österreichischer Obrist und Großgrundbesitzer
- Hompesch-Rurich, Hermann von (1797–1857), deutscher Rittergutsbesitzer und Politiker
- Homps, Emilio (1914–2012), argentinischer Segler

### Homr
- Homrighausen, Karsten (* 1968), deutscher Chemiker und Feuerwehrbeamter

### Homs
- Homs Ginel, Alícia (* 1993), spanische Politikerin (PSOE), MdEP
- Homs, Carlos, US-amerikanischer Jazzmusiker
- Homs, Joaquim (1906–2003), spanischer Komponist
- Homschak, Claus (1939–2013), österreichischer Regisseur und Schauspieler
- Homscheid, Maria (1872–1948), westerwäldische Heimatschriftstellerin
- Homscheid, Nils (* 2002), deutscher Handballspieler
- Homsey, Victorine du Pont (1900–1998), US-amerikanische Architektin

### Homu
- Homuth, Horst H. (1940–2004), deutscher Mathematiker
- Homuth, Johannes (1839–1922), deutscher Kommunalpolitiker und Ehrenbürger der Gemeinde Friedenau
- Homuth, Oliver (* 1992), deutscher Wasserspringer
- Homuth, Werner (1934–2008), deutscher Baugestalter, Bildhauer, Grafiker und Restaurator
- Homuth, Wilfried (* 1940), deutscher Maler und Grafiker
- Homuth, Willi (1922–1988), deutscher SED-Funktionär in der DDR

### Homz
- Homzy, Andrew (* 1945), amerikanischer Jazzmusiker und Musikwissenschaftler